# Resolució 740 del Consell de Seguretat de les Nacions Unides
La Resolució 740 del Consell de Seguretat de les Nacions Unides, fou adoptada per unanimitat el 7 de febrer de 1992 després de reafirmar les resolucions 713 (1991), 721 (1991), 724 (1991) i 727 (1992) i considerant un informe del Secretari General Boutros Boutros-Ghali, el Consell va aprovar els plans per a una missió de manteniment de la pau a la República Federal Socialista de Iugoslàvia.
El Consell va expressar el seu desig de desplegar la força després d'eliminar els "obstacles restants en el camí", i va demanar als líders serbis que acceptessin el pla de pau de les Nacions Unides. Aleshores el president de Croàcia Franjo Tuđman havia acceptat el pla. També va aprovar l'augment de la comissió d'enllaç militar a un total de 75 oficials, per sobre de 50.
La resolució va demanar a totes les parts que cooperessin amb la Conferència a Iugoslàvia per arribar a una solució del problema d'acord amb els principis de l'Organització per a la Seguretat i la Cooperació a Europa i també a tots els estats per continuar observant l'embargament d'armes al país.